# چشمه پر
روستای چشمه پر واقع در بخش بربرود غربی 28 کیلومتری شهرستان الیگودرز و در دامنه‌های قالی‌کوه واشترانکوه واقع شده‌است . این روستا در دوره قاجار از ممالک ارضی یکی از خوانین بختیاری به نام یداله خان بوده و به دستور وی توسط کدخدا گودرز شیخ انصاری بنا گردیده است که چندی نپائید که به دلایلی دوباره خالی از سکنه و متروکه شد تا حدود ده سال که دوبار توسط کدخدا جمعه جلیلی بسحاق بنا نهاد شد.
نام این روستا از چشمه‌ای بسیار گوارا که در آنجا قرار دارد گرفته شده است و شغل اهالی این روستا کشاورزی و دامداری بوده‌است .
و در حال حاضر جمعیت آن ۷۲۴ نفر (۱۲۰خانوار)می باشد که بسیار با هم متحد هستند .